# Bandera de Erandio
La Bandera de Erandio (Erandioko Bandera en euskera) es el premio de una regata de traineras que se celebra desde 1988, organizada por el Club de Remo Lutxana.
Hasta el año 2019 se disputaba la categoría masculina, estando encuadrado en el Grupo 2 de la Liga ARC; a partir de entonces, se comenzó a competir en categoría femenina en la Liga ETE.

## Categoría masculina
Consiste en una competición a contrarreloj en el río Nervión, desde el Puente de Róntegui hasta el Puente de Astilleros Reunidos del Nervión.
La Liga ARC exige a los clubes que participan en la competición la organización de al menos una regata, por lo que el Club de Remo Lutxana, cuya trainera milita en dicha liga, organiza esta regata.

### Historial
| Edición | Año  | Ganador                | Segundo        | Tercero        |
| ------- | ---- | ---------------------- | -------------- | -------------- |
| I       | 1988 | Santurce               | Mundaca        | Arraun Lagunak |
| II      | 1989 | Santurce               | Arraun Lagunak | Castropol      |
| III     | 1990 | Zumaya                 | Orio           | Castropol      |
| IV      | 1991 | Orio                   | San Pedro      | Algorta        |
| V       | 1992 | Orio                   | Santurce       | Ciérvana       |
| VI      | 1993 | Santurce               | Ciérvana       | Kaiku          |
| VII     | 1994 | Santurce               | San Pedro      | Hernani        |
| VIII    | 1995 | Mecos                  | Orio           | Illunbe        |
| IX      | 1996 | Illunbe                | Santurce       | Portugalete    |
| X       | 1997 | Raspas del Embarcadero | Arraun Lagunak | Santurce       |
| XI      | 1998 | Santurce               | Portugalete    | Elanchove      |
| XII     | 1999 | Santurce               | Urdaibai       | Kaiku          |
| XIII    | 2000 | C. Santander           | Santurce       | Arcote         |
| XIV     | 2001 | Arkote-elantxobe       | Portugalete    | Algorta        |
| XV      | 2002 | Arcote-Elanchove       | Luchana        | C. Santander   |
| XVI     | 2003 | Lutxana                | Portugalete    | Zierbena       |
| XVII    | 2004 | Fuenterrabía B         | --             | --             |
| XVIII   | 2005 | San Juan B             | Santurce       | Luchana        |
| XIX     | 2006 | Kaiku                  | Urola-Kosta    | Ur-Kirolak     |
| XX      | 2007 | Busturialdea           | Portugalete    | Hernani        |
| XXI     | 2008 | Astillero              | Orio B         | Trintxerpe     |
| XXII    | 2009 | Deusto                 | Guecho         | Trintxerpe     |
| XXIII   | 2010 | Zumaya B               | Colindres      | Santoña        |
| XXIV    | 2011 | Guetaria               | Ondárroa       | Busturialdea   |
| XXV     | 2012 | Orio B                 | San Pedro B    | Trintxerpe     |
| XXVI    | 2013 | Fuenterrabía B         | Deusto         | San Pedro B    |
| XXVII   | 2014 | Deusto                 | Arcote         | Zarauz         |
| XXVIII  | 2015 | San Pedro B            | Castreña       | Fuenterrabía B |
| XXIX    | 2016 | Oiartzun               | Arcote         | Camargo        |
| XXX     | 2017 | San Juan               | Donostiarra B  | Hibaika        |
| XXXI    | 2018 | Orio B                 | Donostiarra B  | Camargo        |
| XXXII   | 2019 | Getxo                  | Orio B         | Fuenterrabía B |

### Palmarés
| Victorias | Club             | Años                   |
| --------- | ---------------- | ---------------------- |
| 4         | Santurce         | 1988, 1989, 1993, 1994 |
| 4         | Orio             | 1991, 1992, 2012, 2018 |
| 2         | Zumaya           | 1990, 2010             |
| 2         | Fuenterrabía     | 2004, 2013             |
| 2         | San Juan B       | 2005, 2017             |
| 2         | Deusto           | 2009, 2014             |
| 1         | Mecos            | 1995                   |
| 1         | Illunbe          | 1996                   |
| 1         | C. Santander     | 2000                   |
| 1         | Arcote-Elanchove | 2002                   |
| 1         | Kaiku            | 2006                   |
| 1         | Busturialdea     | 2007                   |
| 1         | Astillero        | 2008                   |
| 1         | Guetaria         | 2011                   |
| 1         | San Pedro B      | 2015                   |
| 1         | Oiartzun         | 2016                   |
| 1         | Getxo            | 2019                   |

## Categoría femenina
En el año 2020 se organizó la primera regata de categoría femenina que fue disputada en Guecho e incluida en la Liga ETE. Pese a ser la primera edición en categoría femenina, se continuó con la numeración de ediciones ya disputadas en categoría masculina.

### Historial
| Edición | Año  | Ganadora   | Segunda | Tercera |
| ------- | ---- | ---------- | ------- | ------- |
| XXXIII  | 2020 | Tolosaldea | Deusto  | Hibaika |
| XXXIV   | 2021 | Tolosaldea | Deusto  | Hibaika |

### Palmarés
| Victorias | Club       | Años       |
| --------- | ---------- | ---------- |
| 2         | Tolosaldea | 2020, 2021 |